# Skate America de 1996
O Skate America de 1996 foi a décima quinta edição do Skate America, um evento anual de patinação artística no gelo organizado pela United States Figure Skating Association, e que faz parte do Champions Series de 1996–97. A competição foi disputada entre os dias 31 de outubro e 3 de novembro, na cidade de Springfield, Massachusetts, Estados Unidos.

## Eventos
- Individual masculino
- Individual feminino
- Duplas
- Dança no gelo

## Medalhistas
| Evento                        | Ouro                                         | Prata                                       | Bronze                                               |
| Individual masculino detalhes | Todd Eldredge · Estados Unidos               | Alexei Urmanov · Rússia                     | Alexei Yagudin · Rússia                              |
| Individual feminino detalhes  | Michelle Kwan · Estados Unidos               | Tonia Kwiatkowski · Estados Unidos          | Sydne Vogel · Estados Unidos                         |
| Duplas detalhes               | Oksana Kazakova · Artur Dmitriev · Rússia    | Shelby Lyons · Brian Wells · Estados Unidos | Stephanie Stiegler · John Zimmerman · Estados Unidos |
| Dança no gelo detalhes        | Anjelika Krylova · Oleg Ovsiannikov · Rússia | Irina Lobacheva · Ilia Averbukh · Rússia    | Sophie Moniotte · Pascal Lavanchy · França           |

## Resultados

### Individual masculino
| Pos.              | Nome                   | Nacionalidade  | Pontos | PC | PL |
| ----------------- | ---------------------- | -------------- | ------ | -- | -- |
| Medalha de ouro   | Todd Eldredge          | Estados Unidos | 1.5    | 1  | 1  |
| Medalha de prata  | Alexei Urmanov         | Rússia         | 3.0    | 2  | 2  |
| Medalha de bronze | Alexei Yagudin         | Rússia         | 6.0    | 6  | 3  |
| 4                 | Viacheslav Zagorodniuk | Ucrânia        | 6.0    | 4  | 4  |
| 5                 | Éric Millot            | França         | 7.5    | 5  | 5  |
| 6                 | Takeshi Honda          | Japão          | 7.5    | 3  | 6  |
| 7                 | Scott Davis            | Estados Unidos | 11.0   | 8  | 7  |
| 8                 | Cornel Gheorghe        | Romênia        | 13.0   | 10 | 8  |
| 9                 | Dan Hollander          | Estados Unidos | 13.5   | 7  | 10 |
| 10                | Michael Hopfes         | Alemanha       | 15.0   | 12 | 9  |
| 11                | Stanick Jeannette      | França         | 15.5   | 9  | 11 |
| 12                | Jeffrey Langdon        | Canadá         | 17.5   | 11 | 12 |

### Individual feminino
| Pos.              | Nome              | Nacionalidade    | Pontos | PC | PL |
| ----------------- | ----------------- | ---------------- | ------ | -- | -- |
| Medalha de ouro   | Michelle Kwan     | Estados Unidos   | 1.5    | 1  | 1  |
| Medalha de prata  | Tonia Kwiatkowski | Estados Unidos   | 3.0    | 2  | 2  |
| Medalha de bronze | Sydne Vogel       | Estados Unidos   | 4.5    | 3  | 3  |
| 4                 | Julia Lautowa     | Áustria          | 6.5    | 5  | 4  |
| 5                 | Hanae Yokoya      | Japão            | 8.0    | 4  | 6  |
| 6                 | Elena Sokolova    | Rússia           | 9.5    | 9  | 5  |
| 7                 | Vanessa Gusmeroli | França           | 11.0   | 8  | 7  |
| 8                 | Lenka Kulovaná    | República Tcheca | 12.0   | 6  | 9  |
| 9                 | Szusanna Szwed    | Polônia          | 13.0   | 10 | 8  |
| 10                | Maria Butyrskaya  | Rússia           | 13.5   | 7  | 10 |
| 11                | Fanny Cagnard     | França           | 17.0   | 12 | 11 |
| 12                | Jennifer Robinson | Canadá           | 17.5   | 11 | 12 |

### Duplas
| Pos.              | Nome                                    | Nacionalidade  | Pontos | PC | PL |
| ----------------- | --------------------------------------- | -------------- | ------ | -- | -- |
| Medalha de ouro   | Oksana Kazakova / Artur Dmitriev        | Rússia         | 2.0    | 2  | 1  |
| Medalha de prata  | Shelby Lyons / Brian Wells              | Estados Unidos | 2.5    | 1  | 2  |
| Medalha de bronze | Stephanie Stiegler / John Zimmerman     | Estados Unidos | 5.0    | 4  | 3  |
| 4                 | Marina Khaltourina / Andrei Krioukov    | Cazaquistão    | 5.5    | 3  | 4  |
| 5                 | Silvia Dimitrov / Rico Rex              | Alemanha       | 7.5    | 5  | 5  |
| 6                 | Sara Ward / Lance Travis                | Estados Unidos | 9.5    | 7  | 6  |
| 7                 | Marie-Claude Savard-Gagnon / Luc Bradet | Canadá         | 10.0   | 6  | 7  |

### Dança no gelo
| Pos.              | Nome                                      | Nacionalidade    | Pontos | DC | DO | DL |
| ----------------- | ----------------------------------------- | ---------------- | ------ | -- | -- | -- |
| Medalha de ouro   | Anjelika Krylova / Oleg Ovsiannikov       | Rússia           | 2.0    | 1  | 1  | 1  |
| Medalha de prata  | Irina Lobacheva / Ilia Averbukh           | Rússia           | 4.0    | 2  | 2  | 2  |
| Medalha de bronze | Sophie Moniotte / Pascal Lavanchy         | França           | 6.0    | 3  | 3  | 3  |
| 4                 | Elizabeth Punsalan / Jerod Swallow        | Estados Unidos   | 9.0    | 5  | 5  | 4  |
| 5                 | Irina Romanova / Igor Yaroshenko          | Ucrânia          | 9.0    | 4  | 4  | 5  |
| 6                 | Kati Winkler / René Lohse                 | Alemanha         | 12.0   | 6  | 6  | 6  |
| 7                 | Kateřina Mrázová / Martin Šimeček         | República Tcheca | 14.0   | 7  | 7  | 7  |
| 8                 | Megan Wing / Aaron Lowe                   | Canadá           | 16.4   | 9  | 8  | 8  |
| 9                 | Kate Robinson / Peter Breen               | Estados Unidos   | 19.2   | 12 | 9  | 9  |
| 10                | Barbara Piton / Alexandre Piton           | França           | 20.6   | 10 | 11 | 10 |
| 11                | Amy Webster / Ron Kravette                | Estados Unidos   | 21.4   | 11 | 10 | 11 |
| WD                | Elizaveta Stekolnikova / Dmitri Kazarlyga | Cazaquistão      | —      | 8  | WD |    |

## Quadro de medalhas
| Ordem | País           | Medalha de ouro | Medalha de prata | Medalha de bronze |    | Ordem por total |
| ----- | -------------- | --------------- | ---------------- | ----------------- | -- | --------------- |
| 1     | Estados Unidos | 2               | 2                | 2                 | 6  | 1               |
| 2     | Rússia         | 2               | 2                | 1                 | 5  | 2               |
| 3     | França         |                 |                  | 1                 | 1  | 3               |
| TOTAL | TOTAL          | 4               | 4                | 4                 | 12 | —               |